# 朱厚熻
上饒恭惠王朱厚熻（？—1589年），明朝第一代上饒王，淮莊王朱祐楑庶三子。

## 生平
嘉靖十八年（1539年）十二月，明世宗遣撫寧侯朱岳等為正使，尚寶司司丞馬從謙等為副使，持節冊封朱厚熻為上饒王。
萬曆十七年（1589年）去世。萬曆二十四年（1592年），其嫡次子朱載塙即位。

## 家庭

### 妻
- 李氏，是百戶李榮的女兒，嘉靖四十五年（1566年）封為上饒王妃[4]

### 子
- 庶長子：鎮國將軍朱載填[5]
- 嫡次子：上饒長子→上饒王朱載塙
- 庶三子：鎮國將軍朱載墉[6]